# البیر اورتایلی
البیر اورتایلی (انگلیسی: İlber Ortaylı؛ زادهٔ ۲۱ مهٔ ۱۹۴۷) یک تاریخ‌نگار ترک و استاد تاریخ ریشهٔ تاتارهای کریمه در دانشگاه MEF University، Galatasaray University در استانبول و دانشگاه بیل‌کند در آنکارا است. وی در سال ۲۰۰۵ میلادی به عنوان مدیر موزه کاخ طوپقاپو در استانبول تا زمان بازنشستگی‌اش در ۲۰۱۲ منصوب شد.